# Konstandinos Wertudos
Konstandinos Wertudos (ur. 5 stycznia 1986) – grecki lekkoatleta specjalizujący się w rzucie oszczepem.
W 2005 był dziesiąty podczas mistrzostw Europy juniorów, a w 2007 dziewiąty na młodzieżowych mistrzostwach Europy. Dwukrotnie startował w uniwersjadzie zajmując ósme miejsce w 2007 oraz nie awansując do finału dwa lata później. W 2013 zdobył srebrny medal mistrzostw krajów bałkańskich.
Wielokrotny medalista mistrzostw Grecji (w różnych kategoriach wiekowych), mistrz kraju z 2013.
Rekord życiowy: 75,80 (26 maja 2014, Tripoli).